# Puchly János
Puchly János (Búrszentgyörgy, Pozsony vármegye, 1808. január 18.–Csanád, 1872. augusztus 3.), az 1848-as szabadságharc honvédezredese.

## Élete
A római katolikus Puchly család sarja. Apja Puchly Mihály "szabados", anyja Gajdussek Erzsébet. Gimnáziumot végzett. 1827-ben közvitéz, 1836-ban hadnagy, majd főhadnagy, 1846-ban alszázados a 3. Ferdinánd huszárezredben. Az 1848-as szabadságharc kitörése után 1848 nyarán ezredével a szerb felkelők ellen vezényelték. Szeptember 16-án cs. kir. századkapitány. Októberben csatlakoztak a honvédsereghez. Puchly János és ezrede 1849. január közepéig a Délvidéken, majd a főhadszíntéren, a III. hadtest kötelékében harcolta végig a szabadságharcot. 1849. január 23 (16.)- őrnagy és osztályparancsnok, február 4 (1.)- alezredes. A szolnoki ütközetben megsebesült, három hónapra szolgálatképtelenné válik (1849. március 5.). A katonai érdemjel 3. osztályával tüntették ki (márc. 23.). Június közepétől ezredének parancsnoka, a világosi fegyverletételig. Aradon 1849. december 21-én halálra, 1850. január 16-án tizenhat év várfogságra ítélik. Josefstadtban és Munkácson raboskodott, 1856. április 3-án kegyelmet kapott. Később Törökszentmiklóson élt. 1867-ben volt ezredesként a Pest városi Honvédegylet tagja.

## Házassága és leszármazottjai
Feleségül vette a polgári származású Weisz Eleonóra (1840–Budapest, 1921. január 3.) kisasszonyt, akinek a szülei Weiss Antal és Bucselics Ilona voltak. Puchly Jánosné Weisz Eleonórának a leánytestvére Weisz Berta (1844–1899), akinek a férje Mattiassich Ferenc (1832–1899), hites ügyvéd. Puchly János és Weisz Eleonóra frigyéből született:
- Puchly Jolán (Nagyszentmiklós, 1870. november 20.–Budapest, 1956. július 31.) kisasszonyt,[5] Férje: dr. nagyjeszeni Jeszenszky Géza (Nagyszentmiklós, 1867. február 7. – Budapest, Józsefváros, 1927. január 13.)[6] ügyvéd, politikus, hírlapíró, báró Bánffy Dezső miniszterelnöknek az egyik legbizalmasabb embere, a Magyarország Területi Épségének Védelmi Ligájának az egyik megindítója.